# Списък на реките в Айдахо
Списъкът на реките в Айдахо включва основните реки, които текат в щата Айдахо, Съединените американски щати.
По-голямата част от щата попада във водосборния басейн на Тихия океан. Малка област в южната част спада към Големия басейн – обширна област в САЩ, която образува вътрешен водосборен басейн. В централната част на щата е обособен друг вътрешен водосборен басейн, но хидроложки се отнася към водосборния басейн на Снейк Ривър.

## По водосборен басейн

### Тихи океан
Речна система на Колумбия
- Колумбия
  - Спокейн
    - Кьор д′Ален
    - Сейнт Джо

  - Панд Орей
  - Снейк Ривър
    - Клиъруотър
      - Мидъл Форк Клиъруотър
        - Лочса Ривър
        - Силуей Ривър

    - Салмън Ривър
      - Саут Форк
      - Мидъл Форк
      - Норд Форк
      - Леми

    - Пайет
    - Уизър
    - Бойз
    - Оуайхи
    - Брюно

Вътрешен басейн
Хидроложки спада към водосборния басейн на Снейк Ривър.
- Биг Лост Ривър

### Голям басейн
Голямо солено езеро
- Беър Ривър

## По азбучен ред
- Беър Ривър
- Биг Лост Ривър
- Бойз
- Брюно
- Клиъруотър
- Кьор д′Ален
- Леми
- Лочса Ривър
- Мидъл Форк Клиъруотър
- Оуайхи
- Пайет
- Панд Орей
- Салмън Ривър
- Сейнт Джо
- Силуей Ривър
- Снейк Ривър
- Спокейн
- Уизър